# Don Bosco (Torhout)
Don Bosco is een wijk van de West-Vlaamse stad Torhout, gelegen ten noordwesten van de kern. De wijk heeft een parochie, met als patroonheilige Don Bosco. Don Bosco bevindt zich ten westen van het stadscentrum en heeft een eigen centrum met een centraal plein, een school en een parochiekerk, de Don Boscokerk.
Don Bosco wordt fysiek van het centrum gescheiden door de Torhoutse ringweg R34 of Vredelaan. Het noorden van de wijk is begrensd door de drukke gewestweg naar Oostende, de N33, een belangrijke invalsweg naar Torhout-centrum. Het zuiden van de wijk is begrensd door een kleinere invalsweg, de Revinzestraat, die aansluit op de oude landelijke weg richting Edewalle.
Don Bosco is ontstaan uit de gehuchten Revinze en Makeveld. Al in de 2e helft van de 19e eeuw bevonden zich hier scholen. In 1959 werd hier een parochie gesticht en een noodkerk in gebruik genomen, welke in 1974-1976 werd vervangen door een definitief kerkgebouw. In 1962 werd de Bomenwijk aangelegd.
Langs de noordelijke N33 ligt een lint met handelszaken en woningen. Het centrale gedeelte van Don Bosco is een woonwijk, voornamelijk verkavelingen.